# Стакснет
Стакснет, також win32/Stuxnet — комп'ютерний хробак, що вражає комп'ютери, які працюють на операційній системі Microsoft Windows. У червні 2010 року він був виявлений білоруською фірмою VirusBlokAda не тільки на комп'ютерах рядових користувачів, але і в промислових системах, які керують автоматизованими виробничими процесами.
Це перший відомий комп'ютерний хробак, що перехоплює і модифікує інформаційний потік між програмованими логічними контролерами марки SIMATIC S7 і робочими станціями SCADA-системи SIMATIC WinCC фірми Siemens. Таким чином, хробак може бути використаний як засіб несанкціонованого збору даних (шпигунства) і диверсій у автоматизованих системах керування промислових підприємств, електростанцій, аеропортів тощо.
Існує припущення, що Stuxnet є спеціалізованою розробкою ізраїльських спецслужб, спрямованою проти ядерного проекту Ірану. Як доказ згадуються завуальовані згадки слова MYRTUS, що містяться в коді хробака. Цим словом буквально перекладається з івриту ім'я біблійного персонажа, перської цариці юдейського походження Есфірі, яка допомогла зірвати плани повного знищення юдеїв у Перському царстві.
Цей вірус використовує чотири раніше невідомі вразливості системи Microsoft Windows, одна з яких — вразливість нульового дня (zero-day) CPLINK, спрямована на поширення за допомогою USB-flash накопичувачів. Хробак залишався непоміченим антивірусними програми завдяки наявності справжніх цифрових підписів (два дійсних сертифікати, випущені компаніями Realtek і JMicron).
Обсяг початкового тексту вірусу становить приблизно 500 КБ коду на мові асемблера, С і С++.[джерело?]
Безкоштовний засіб для видалення вірусу Stuxnet можна знайти на технічному сайті компанії BitDefender — MalwareCity.com